# Agencia Nacional de Apoyo e Integración de los Refugiados
La Agencia Nacional de Apoyo e Integración de los Refugiados (en francés: Agence Nationale d'Appui et d'Insertion des Réfugiés) es un organismo estatal de Mauritania cuya misión principal es velar por la integración de los refugiados mauritanos en Senegal y Malí y trabajar en el proceso de identificación, retorno y acogida de los mismos.
Fue creada después de las elecciones presidenciales de 2007 mediante decreto de 6 de enero de 2008. En el desarrollo de sus funciones trabaja, por una parte, en todo el proceso administrativo, además de crear las condiciones de acogida en los lugares de destino, así como contribuir al desarrollo económico y social de zonas afectadas y contribuir a las buenas relaciones entre las distintas comunidades locales creando un clima de coexistencia harmoniosa.
Sus acciones de identificación y repatriación se basan en un acuerdo tripartito entre Mauritania, Senegal y ACNUR.
Está dirigida por Bâ Madine desde el 14 de agosto de 2008, en sustitución de Moussa Fall que fue detenido por la Junta militar con ocasión del golpe de Estado de agosto de ese año.